# مردوخ نادين أهي
« مردوخ نادين أهي» واسمه «أمار أوتو نادين مو» حكم البلاد للفترة من 1095-1078 ق.م وقبل 1099-1082ق.م وهو سادس ملوك سلالة "إيسن" الثانية وسلالة بابل الرابعة، حكم لمدة تتجاوز 17 عام وهو شقيق نبوخذ نصر الأول وبعد وفاة أخيه تولى ابن نبوخذ نصر إنليل نادين أبلي الحكم لمدة 3 سنوات، لكن مردوخ نادين أهي انقلب عليه وقتله. من أبرز ما حدث خلال فترة حكمه هو استعادته لمدينة «أور»، كما ضربت المجاعة والجفاف البلاد في عصره.

## سيرة
بعد وفاة نينورتا نادين شومي تمكن 4 ملوك في سلالته بأخذ الحكم ومنهم شقيقه الأكبر «نبوخذ نصر الأول» وبعده «إنليل نادين أبلي» الذي استولى منه الحكم، حيث قام «مردوخ نادين أهي» باستيلاء الحكم من «انليل نادين ابلي» الذي كان متوجها بحملة من أجل احتلال «آشور» وكان متجها إلى عاصمة أشور مدينة آشور (مدينة) نفسها، وعندما عاد إلى مدينته قتل «انليل نادين ابلي» بالسيف.
ويبدو بأن هذا الملك كانت علاقته بالأشوريين جيدة وتشير الزخاريف الموجودة أنه كانت تربطه علاقة جيدة مع ملك أشور تغلث بيلاصر الأول، بعكس «انليل نادين ابلي» الذي كانت تربطه علاقة جيده مع الكاشيين الذين كانوا أعداء للأشوريون، ومقابل هذا قام الاشوريين بمنح «مردوخ نادين أهي» تمثالين للإلهين أداد وشالا من مدينة إيكاليتي التي تبعد 30 ميل عن مدينة آشور (مدينة)، لكن يبدو بعد ذلك أن الملكين «مردوخ نادين أهي» و«توكولتي أبيل إيشارا» ساءت العلاقات بينهما، حيث يقول الملك الاشوري توكولتي أبيل إيشارا في إحدى مسلاته أنه وجه جيشه إلى أرض كاردونياش الكاشية وأنه هاجم مدن عقرقوف (دور كوريكالزو) وسيبار وبابل وأوبيس أوبي ويقول بأنه أسر «مردوخ نادين أهي» وملك كاردونياش وأحرقهما بالنار بعد أن انتصر عليهم وعلى جيشهم.
ويبدو أن العلاقات ساءت مرة أخرى بين بابل وآشور، حيث أن «مردوخ نادين أهي» قاد مجموعة من الحملات في بلاد أشور مع الكاشيين في نهر الزاب الأسفل وأغار على مدينة عرفة بالعراق، ويبدو أن «مردوخ نادين أهي» خاف من فصله من الحكم من قبل الكاشيين الذين كانوا أعداء الاشوريين ولانهم كانوا قريبين من بابل خاف ان يغوروا عليه، لذلك أعاد التحالف مع الكاشيين وسار معهم في حملاتهم لكن مع هذا كان ضحية لحملة تغلات بلاصر الأول ضده.
قتل «مردوخ نادين أهي» في 1082 ق.م وخلفه في الحكم مردوخ شبيك زيري.